# عضلة طرجهالية
العضلة الطرجهالية (بالإنجليزية: Arytenoid muscle)‏ هي عضلة واحدة، تملأ الأسطح الخلفية المقعَّرة للغضاريف الطرجهالية، وتتألف من أجزاء مائلة وأخرى مستعرضة. 

## المنشأ والمغرز
تنشأ العضلة الطرجهالية من السطح الخلفي والحواف الجانبية لكل واحد من الغضروفين الطرجهاليين، وتٌغرز في الأجزاء المقابلة للغضروف المعاكس مكونين شكل X كما في الصورة الجانبية. 

## عمل العضلة
تقوم العضلة الطرجهالية بتقريب الغضروفين الطرجهاليين، وبالتالي يتم اغلاق فتحة المزمار وخصوصا في الجزء الخلفي من أجل إقصاء الصوار الخلفي للأحبال الصوتية. 

## التعصيب
يُعصب العضلة الطرجهالية فرع العصب الحنجري الراجع من العصب المبهم، تمامًا مثل جميع عضلات الحنجرة ماعدا العضلة الحلقية الدرقية. 

## صور اضافية

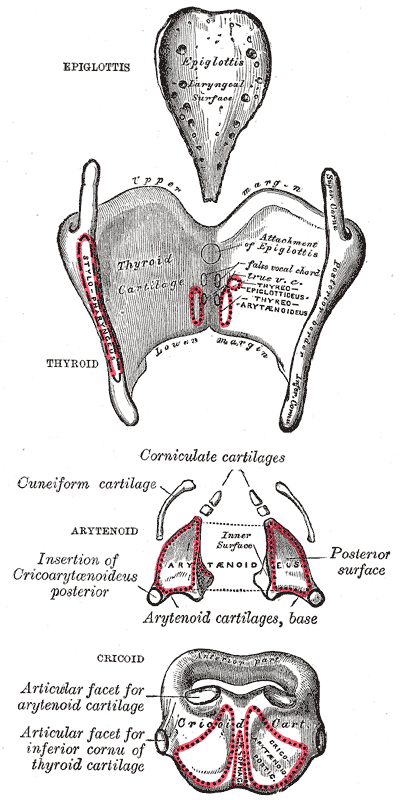
غضاريف الحنجرة، نظرة من الخلف.
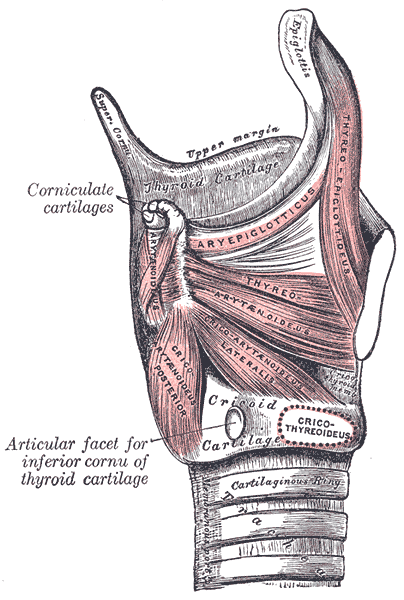
عضلات الحنجرة، نظرة جانبية بعد إزالة الصفيحة اليمنى من للغضروف الدرقي.
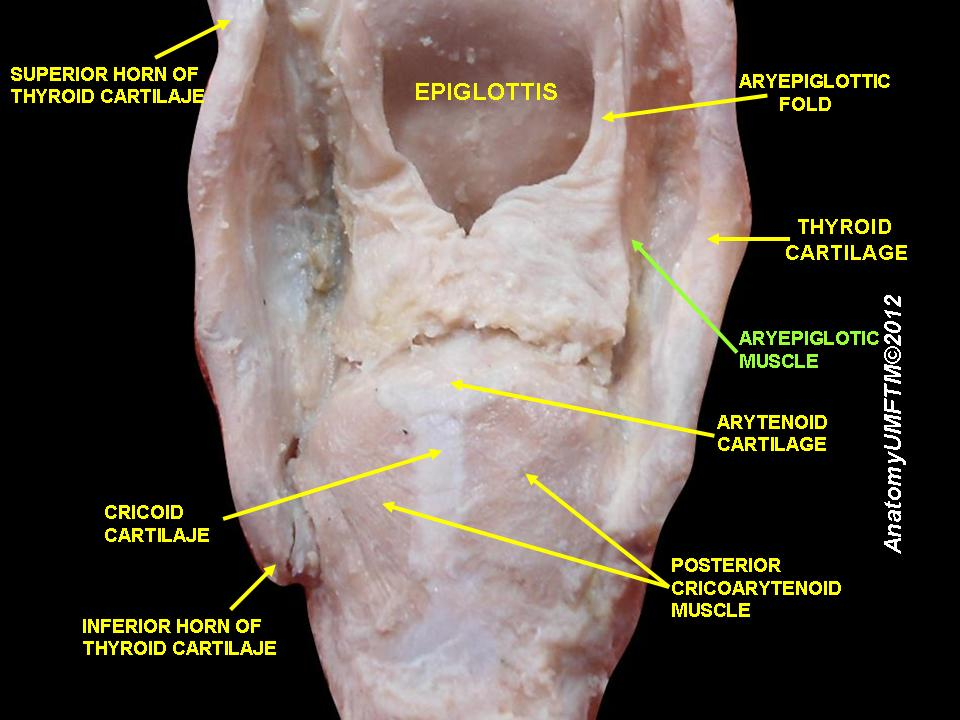
عضلة طرجهالية (بالإنجليزية: Aryepiglotic muscle)‏.
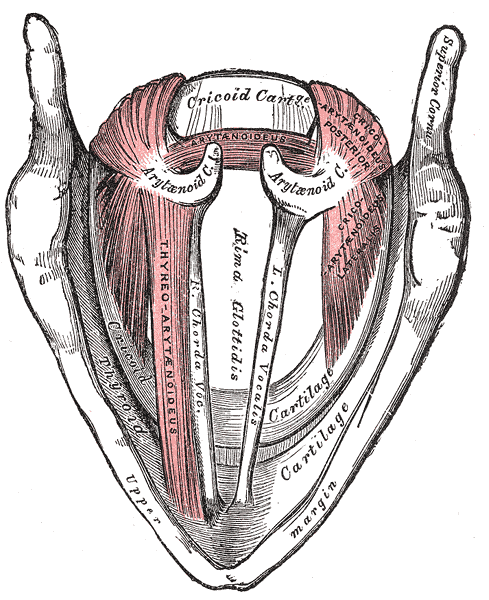
عضلات الحنجرة، نظرة من أعلى.
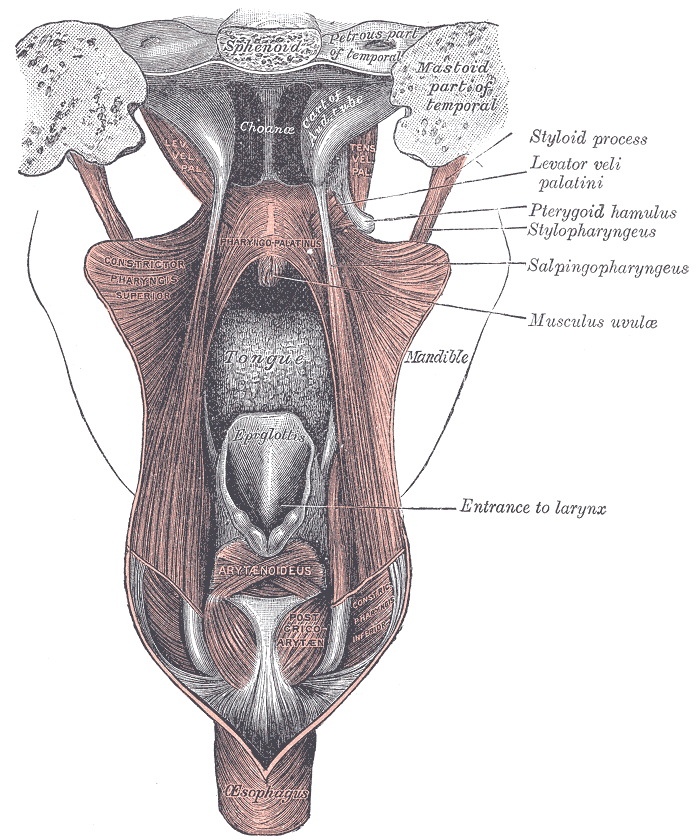
تشريح عضلات الحنك من الخلف.